# Bouin (Vendée)
Bouin je francouzská obec v departementu Vendée v Pays de la Loire. V roce 2018 tu žilo 2 157 obyvatel. Dříve bylo hlavním povoláním obyvatel obce výroba soli, ale nyní je to především lov ústřic. Mezi turistické atrakce patří četné větrné turbíny v okolí, a poslední týden v srpnu konaný festival v pojídání ústřic.